# فيفاء
فيفاء أو جبال فيفاء؛ هي إحدى جبال سراة خولان جنوب السعودية.

## الموقع
تقع جبال فيفاء جنوب غرب المملكة العربية السعودية، وهي جزء من سراة خولان في المملكة العربية السعودية، وتحدها من الجنوب سراة عذر وهنوم ومن الشمال سراة جنب.

## السوق الشعبي
يقام السوق الأسبوعي الشعبي يوم السبت من كل أسبوع. يضم السوق عدداً من المنتجات مثل المقتنيات الشعبية والتراثية بما فيها الملابس التقليدية الشعبية وغيرها. كما يقع بالقرب من فيفاء سوق النفيعة الذي يعد من أقدم أسواق محافظة فيفاء، حيث كانت النفيعة مركز فيفاء، ويقام السوق يوم الإثنين ويأتي إليه المتسوقون من فيفاء وسكان الجبال والقرى المجاورة.